# Luteranesimo in Italia
Il luteranesimo in Italia ha una storia antica quanto la Riforma del XVI secolo anche se grandemente minoritaria e perseguitata dalla maggioranza cattolica del paese fino all'Unità d'Italia.

## Storia del luteranesimo in Italia

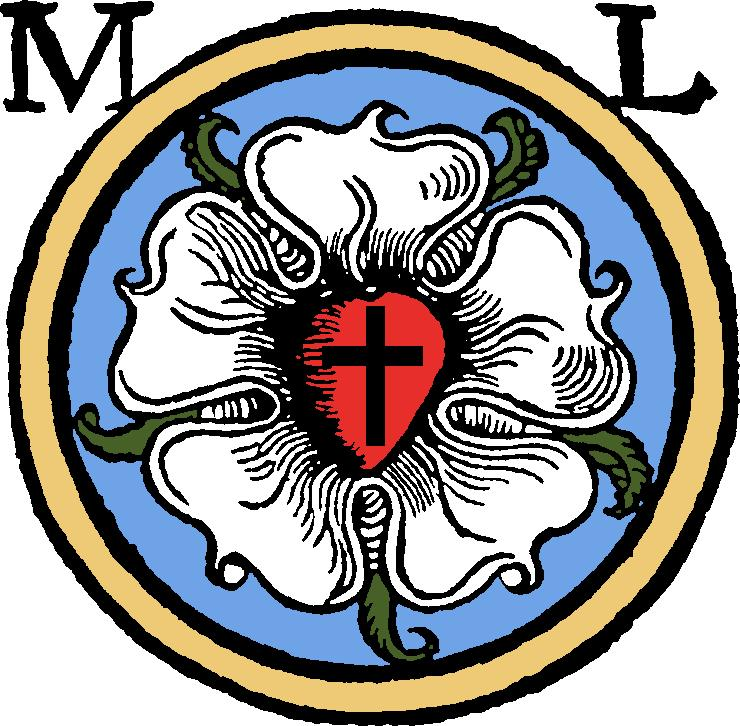
La Rosa di Lutero: la croce, il cuore e la rosa

La comunità più antica è quella di Venezia la cui storia può risalire fino al periodo stesso della Riforma. La comunità di Trieste fu fondata nel 1778, quella di Bolzano nel 1898. Ambedue nacquero quando queste zone erano nell'ambito dell'impero asburgico. Sotto la protezione delle Legazioni prussiane furono fondate le comunità di Roma (1819) e Napoli (1826). A Milano credenti riformati e luterani provenienti dalla Svizzera formarono una comunità nel 1850. Altre comunità si formarono, sparpagliate per tutta la nazione, nel corso degli avvenimenti che portarono all'unità italiana.

## Chiese attualmente presenti in Italia
Le Chiese luterane in Italia, così come indicato dal Centro Studi sulle Nuove Religioni (CESNUR), sono la Chiesa evangelica luterana in Italia (CELI) e la Chiesa di Svezia. Esistono inoltre una Chiesa Luterana Confessionale Italiana, legata alla Chiesa Luterana - Sinodo del Missouri statunitense  e al Consiglio luterano internazionale (su posizioni conservatrici rispetto alla Federazione luterana internazionale) e la Chiesa Protestante Unita (CPU), su posizioni liberali. In totale si superano di poco i settemila fedeli, in prevalenza stranieri.

## Chiesa evangelica luterana in Italia (CELI)
La Chiesa evangelica luterana in Italia (CELI, spesso indicata con l'acronimo ELKI/CELI, essendo statutariamente bilingue, italiano e tedesco) è un ente ecclesiastico costituitosi nel 1949 che raggruppa le 15 comunità luterane presenti in Italia. L'attuale decano è il pastore Carsten Gerdes. 

### Dottrina ed ecumenismo
La CELI è una chiesa evangelica luterana pertanto, per quanto riguarda la dottrina, l'etica e la vita spirituale segue le fondamenta gettate da Martin Lutero e dai teologi legati a lui e condivide con le altre Chiese nate dalla Riforma le basi confessionali (sola scriptura, sola gratia, sola fide, solus Christus) e le differenze con la chiesa cattolica (papato, comprensione della chiesa e del ministerio, venerazione di Maria e dei santi, dottrina dei sacramenti).
Nella liturgia, nella dottrina dell'eucaristia, nella comprensione della chiesa e del ministero è legata alla tradizione luterana, sebbene alcune delle sue comunità siano d'origine "unita" (Roma, Napoli) in cui coesistono una componente luterana e una calvinista, riformata) o siano nate dall'unione con comunità riformate (Milano, Varese).
La CELI è una Chiesa aperta dal punto di vista ecumenico che, assieme a valdesi, metodisti, battisti ed Esercito della Salvezza è membro fondatore della Federazione delle Chiese evangeliche in Italia (FCEI). Essa cura contatti internazionali ed è membro della Federazione Mondiale Luterana (FLM), della Conferenza delle chiese europee (CEC), e della Comunione delle chiese evangeliche in Europa, (CCPE), aderendo così alla Concordia di Leuenberg. Inoltre, ha stretti contatti con la Chiesa evangelica di Germania (EKD) e con la Chiesa evangelica luterana unita in Germania (VELKD). Con la Chiesa evangelica di confessione augustana in Slovenia ha stretto un gemellaggio. Intrattiene rapporti di collaborazione col Gustav Adolf Werk e col Martin Luther Bund in Germania.
È inoltre impegnata nel dialogo ebraico-cristiano ed è membro della Commissione luterana europea per Chiesa ed ebraismo (LEKKJ).

### Storia
Nel 1949 si palesò l'esigenza di una unione più stretta delle comunità luterane di lingua tedesca e nacque quella che prese il nome, dopo il 1950, di Chiesa Evangelica Luterana in Italia (CELI).  Di origine prettamente italiana sono state le comunità di Torre Annunziata, Torre del Greco e Santa Maria La Bruna nel golfo di Napoli, fondate dal lavoro missionario del pastore Idelmo Poggioli, confluite poi tutte nella comunità di Torre Annunziata. 
Riconosciuta come ente con decreto del presidente della Repubblica nel 1961, la CELI ha intrapreso, nel 1993, la via - prevista dall'art. 8 della Costituzione italiana - dell'Intesa con la Repubblica Italiana. Nel 1995 l'intesa è stata ratificata dal Parlamento con la legge 520/1995. Nel nuovo statuto della CELI approvato nel 2004 la chiesa si definisce come bilingue.  I luterani presenti in Italia riuniti nella CELI sono circa 4.500.

### Strutture e attività
La CELI dispone di un organo di stampa ufficiale (Miteinander/Insieme) ed è socio della casa editrice Claudiana, insieme con la Chiesa evangelica valdese, le Chiese battiste italiane e le Chiese metodiste in Italia.

## Chiesa Protestante Episcopale (CPE)
Nel 2016 è nata la Chiesa Protestante Unita, poi ridenominata Chiesa Protestante Episcopale nel 2025, comunione di Chiese evangeliche locali, la maggiore delle quali è a Firenze, con un Sinodo nazionale. Essa si comprende come luterana  ispirandosi alla dottrina luterana e alla Confessione augustana oltre ai cinque sola di Lutero, pur essendo aperta ad altre esperienze teologiche, pastorali e liturgiche come la metodista, la presbiteriana e della Comunione anglicana. È una Chiesa episcopale sinodale, come la maggior parte delle Chiese luterane: la stessa figura dell'arcivescovo primate è sottoposta al Sinodo Generale che è la massima autorità terrena della Chiesa.
L'attuale Arcivescovo primate è Andrea Panerini, eletto il 31 ottobre 2021, festa della Riforma, primo vescovo dichiaratamente omosessuale eletto nelle Chiese cristiane in Italia.
Il motto della Chiesa è mutuato da Agostino d'Ippona: In necessariis unitas, in dubiis libertas, in omnibus caritas (Unità nelle cose necessarie [della fede], nel dubbio libertà, in ogni cosa carità).
Ha presentato domanda di adesione alla Federazione Mondiale Luterana e alla Federazione delle Chiese Evangeliche in Italia, per il momento senza successo, anche viste le incomprensioni con la CELI. E' rappresentante italiano della Free Protestant Episcopal Church, una comunione mondiale di Chiese anglicane ed episcopali. Si riconosce nella Comunione di Porvoo.  
Si autocomprende  come una Chiesa protestante in quanto si pone in continuità con la Riforma del XVI secolo e la teologia dei Riformatori, come una Chiesa unita in quanto raccoglie più tradizioni e riti al proprio interno e una Chiesa cattolica in quanto l'aggettivo greco Katholikos significa "universale" e aderisce alla visione di Lutero di un cattolicesimo riformato e purgato da superstizioni, credenze e prassi non conformi alla Sacra Scrittura senza tuttavia la rigidità nel rigettare tradizioni e liturgie proprie della Chiesa d'occidente.

### Una Chiesa plurale
Come molte chiese luterane ed episcopali del mondo si divide in tre sensibilità teologiche e liturgiche principali:
- Chiesa alta (high Church): di sensibilità luterano-episcopale ed episcopaliana.
- Chiesa media o latitudinaria (latitudinarian Church): di sensibilità evangelica luterana e metodista.
- Chiesa bassa (low Church): di sensibilità più riformata, calvinista e presbiteriana.
Ogni singolo fedele e comunità appartiene a una o più sensibilità e sono autorizzate varie liturgie: dal Libro delle Preghiere Comuni (Book of Common Prayers) a liturgie luterane-metodiste a quelle riformate, spesso complementari e co-presenti nei Servizi Divini e altri momenti comunitari. Sotto la guida di Gesù Cristo, unico Capo della Chiesa, la comunione è garantita dal Sinodo Generale e dall'Arcivescovo Primate, che sono riconosciuti come autorità non solo amministrative ma di fede (in cui anche l'Arcivescovo Primate è sottoposto all'assise sinodale). 

### Confessione di fede ed etica
Nella confessione di fede di Firenze del 2016 è un documento che, nella tradizione della Riforma pone tematiche come il rispetto del Creato, l'antispecismo e il rifiuto del capitalismo. L'articolo VIII di questa Confessione recita:  
Crediamo che i sistemi economici e politici che non mettano al centro la dignità dell'essere umano e del Creato e che non perseguano la giustizia sociale e la pace siano contrari al progetto di Dio per l'umanità e alla sua Legge.
Pertanto la Chiesa Protestante Unita ha anche una connotazione teologica, culturale, politica ed etica decisamente più radicale rispetto a molte confessioni protestanti storiche, nella speranza di superare le denominazioni esistenti. Essa ha aperto le porte al pastorato di donne e persone transgender e di ogni orientamento sessuale e di genere, celebra matrimoni tra persone dello stesso sesso partecipando, anche se da posizione critica, ai gay pride e alle manifestazioni del mondo LGBTQ e ricevendo minacce e critiche da fondamentalisti ed ambienti della destra politica. Dall'altro lato ha fatto molto discutere un suo documento sinodale del 2018 in cui si dichiarava contraria alla gravidanza per altri (altrimenti detto utero in affitto) anche se il motivo principale è stato dato dalla possibilità di sfruttamento del corpo femminile associato alla possibile compravendita di bambini nel contesto del sistema capitalistico.

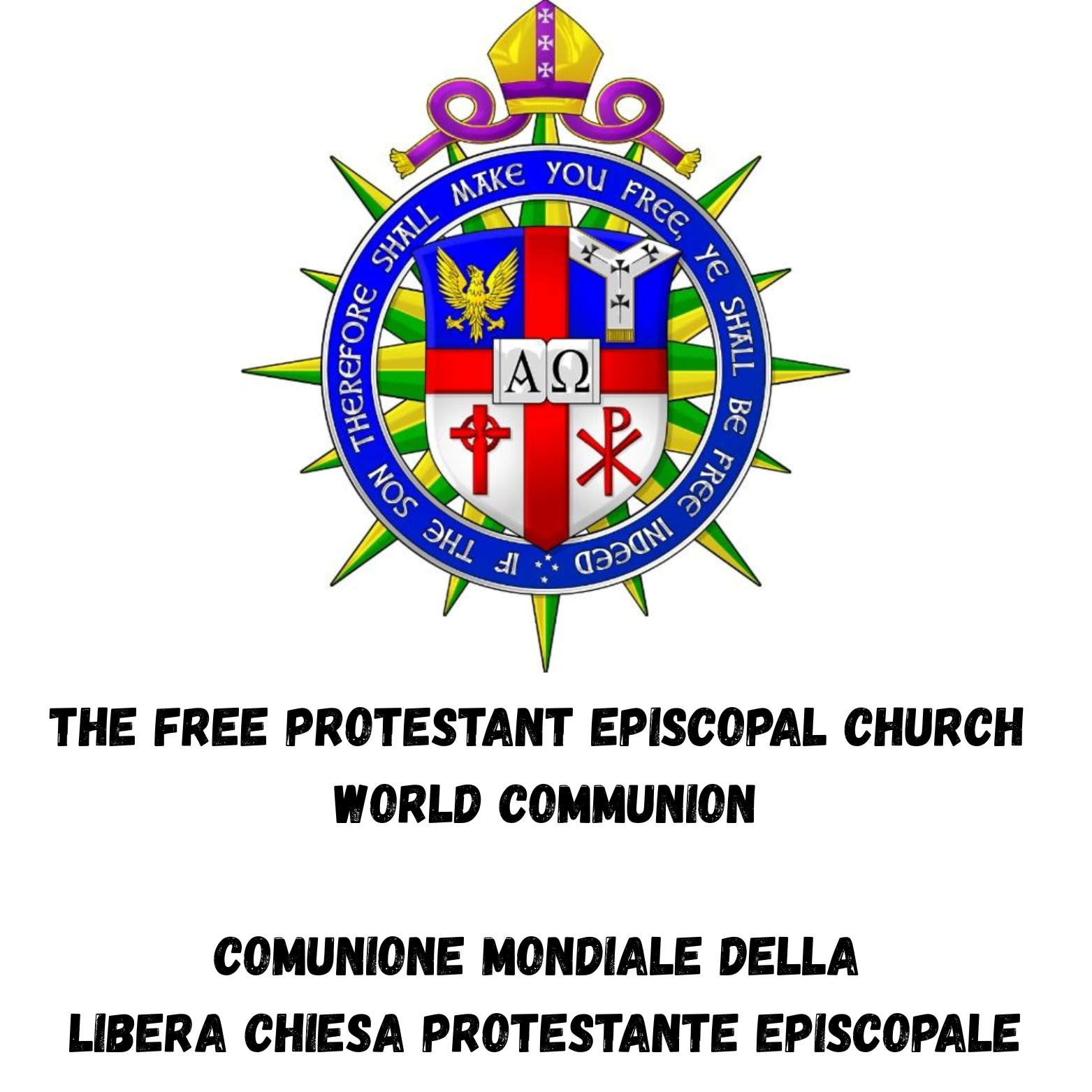

È considerata importante la riflessione sul Creato e gli animali per una collaborazione con associazioni ambientaliste ed animaliste.

### Strutture
La Chiesa Protestante Unita edita un quotidiano on-line Nuovi Avvenimenti, ha una web tv che si chiama Agape Tv e pubblica libri in collaborazione con l'editore La Bancarella di Piombino.

## Chiesa di Svezia
In Italia la comunità di Roma organizza riti domenicali presso la cripta del convento delle suore cattoliche di Santa Brigida, a Piazza Farnese, e assicura l’assistenza periodica ai fedeli di Milano, Torino e Genova.